# Glitter (sumikaの曲)
「Glitter」（グリッター）は、日本のロックバンド、sumikaのメジャー8枚目、通算13枚目となるシングル。2022年7月27日に、ソニー・ミュージックレコーズから発売された。

## 解説
配信シングル「Simple」から約2ヶ月ぶりのリリース。CDによる発売は「SOUND VILLAGE」以来約7ヶ月ぶりとなる。またsumikaのCDシングルとしては初の単独A面シングルとなっている。
表題曲は、テレビアニメ『カッコウの許嫁』のオープニングテーマとして書き下ろされ、2022年7月24日に先行配信された。
翌年の2月にメンバーの黒田が死去したため、4人体制でのシングルはこれが最後となった。

## 収録曲

### Disc1
1. Glitter
  - テレビ朝日系『NUMAnimation』枠テレビアニメ『カッコウの許嫁』第2クールオープニングテーマ[7]
2. The Flag Song
  - 自身初のカップリング曲である。
3. Glitter (Instrumental)
4. The Flag Song (Instrumental)

### Disc2（初回限定盤）
- sumika Film ＃10 sumika Live Tour 2022 『花鳥風月』 -第二幕- 2022.02.18 at Zepp DiverCity(TOKYO)[8]

1. ソーダ
2. Answer
3. 絶叫セレナーデ
4. 1.2.3..4.5.6
5. ファンファーレ
6. ホワイトマーチ
7. Strawberry Fields
8. 坂道、白を告げて
9. Marry Dance
10. アンコール
11. Babel
12. Jasmine
13. カルチャーショッカー
14. ペルソナ・プロムナード
15. 一閃
16. Shake & Shake